# Guamote (kanton)
Guamote – kanton w Ekwadorze, w prowincji Chimborazo. Stolicą kantonu jest Guamote.